# Petizes da Penha
GRCESM Petizes da Penha é uma escola de samba mirim da cidade do Rio de Janeiro, que participa todos os anos do desfile oficial de escolas de samba mirins, realizado na Marquês de Sapucaí.

## História
A escola foi fundada no ano de 2002.
Em 2011, reeditou o samba-enredo da Flor da Mina de 2006, sendo a décima terceira agremiação a desfilar.

## Segmentos

### Presidentes
| Nome            | Mandato    | Ref.  |
| --------------- | ---------- | ----- |
| Darcília Lima   | 2002-2014  | [ 1 ] |
| Patricia Santos | 2014-atual |       |

### Intérpretes
| Ano        | Nome                             | Ref.  |
| ---------- | -------------------------------- | ----- |
| 2011       | Alexandre Júnior                 | [ 1 ] |
| 2012       | Alexandre Júnior e Jean Oliveira |       |
| 2013       | Jean Oliveira                    | [ 5 ] |
| 2014-2015  | Jean Oliveira e Rodrigo Santos   | [ 6 ] |
| 2016       | Jean Oliveira                    | [ 7 ] |
| 2017-atual | Jean Oliveira e Jean Alexandre   | [ 8 ] |

### Diretores
| Ano  | Diretor de Carnaval | Diretor de harmonia          | Mestre de bateria     | Ref.  |
| ---- | ------------------- | ---------------------------- | --------------------- | ----- |
| 2011 | Bianca Sousa        | Sérgio Luis e Patrick Miller | Anderson e Vitor Hugo | [ 1 ] |
| 2020 |                     |                              | Anderson e Vitor Hugo |       |

### Coreógrafo
| Ano  | Nome             | Ref.  |
| ---- | ---------------- | ----- |
| 2011 | Adilson Lourenço | [ 1 ] |

### Casal de Mestre-sala e Porta-bandeira
| Ano  | Nome                              | Ref.  |
| ---- | --------------------------------- | ----- |
| 2011 | Matheus e Cristiane               | [ 1 ] |
| 2015 | Lucas e Gabby                     |       |
| 2017 | Dudu Oliveira e Samara Cristine   |       |
| 2018 | Geovani Cruz e Samara Cristine    |       |
| 2019 | Adryano Silva e Carolina Ferreira |       |

### Corte de bateria
| Ano        | Rainha         | Ref.  |
| ---------- | -------------- | ----- |
| 2011-2017  | Roberta Vieira | [ 1 ] |
| 2018-2019  | Dany Fogacinha |       |
| 2020-atual | Kemilly        |       |

## Carnavais
| Petizes da Penha | Petizes da Penha | Petizes da Penha | Petizes da Penha                                              | Petizes da Penha                                                             | Petizes da Penha  |
| Ano              | Classificação    | Enredo | Compositores do samba-enredo                                  | Carnavalesco                                                                 | Ref.              |
| ---------------- | ---------------- | --- | ------------------------------------------------------------- | ---------------------------------------------------------------------------- | ----------------- |
| 2003             | Sem competição   | "Brasil seu canto, ginga e dança, lhe encanta"                                                                                           |                                                               |                                                                              | [ 2 ]             |
| 2004             | Sem competição   | "Planeta mãe d'água" |                                                               |                                                                              | [ 2 ]             |
| 2005             | Sem competição   | "Pelos trilhos de Barão de Mauá - 150 anos de ferrovia no Brasil"                                                                        |                                                               | Agnaldo Torres                                                               | [ 2 ]             |
| 2006             | Sem competição   | "Uma Aquarela da cor de Toquinho" |                                                               |                                                                              | [ 2 ]             |
| 2007             | Sem competição   | "Berço do samba de encantos mil, Petizes da Penha, carioca Brasil"                                                                       | Leozinho Nunes, Adalberto e Evaldo Júnior                     | Luiz Carlos Guimarães e Comissão de Carnaval                                 | [ 2 ]             |
| 2008             | Sem competição   | "A Influência da Família Real com o Surgimento da Imprensa no Brasil"                                                                    |                                                               | Luiz Carlos Guimarães, Bianca dos Santos, Washington César, Milleir e Quinho | [ 2 ]             |
| 2009             | Sem competição   | "Deixou de ser, para ser... Só Brasil"                                                                                                   | Carlos Júnior                                                 | Luiz Carlos Guimarães                                                        | [ 2 ]             |
| 2010             | Sem competição   | "Um progresso verde! Nós queremos!" | Carlos Júnior e William Ferreira                              | Willian Ferreira                                                             | [ 2 ]             |
| 2011             | 10º lugar        | "O direito de ir e vir da Aldeia Andira Y, da cadeirinha ao metrô eu também vou" (Reedição do enredo de 2006 da Flor da Mina do Andaraí) | Totonho, David, Carlinhos Aniceto, Evaristo e Márcio Silva    | Willian Ferreira                                                             | [ 1 ] [ 2 ] [ 9 ] |
| 2012             | Sem competição   | "Êta Nordeste da Peste, do xote, xaxado e baião, a Petizes vem mostrar as riquezas desse chão"                                           | Alexandre Júnior, Cadinho da Ilha e Nelsinho                  | Lucas Ferreira                                                               | [ 2 ]             |
| 2013             | Sem competição   | "Vamos brincar de ser criança" (Reedição do enredo de 1978 da Imperatriz Leopoldinense)                                                  | Aranha, Guga, Tuninho Professor, Sereno e Zé Katimba          | Lucas Ferreira                                                               | [ 5 ]             |
| 2014             | Sem competição   | "Coré-etuba taki kéva! Na origem dessa gente, Petizes conta a história diferente"                                                        | Rodrigo Santos, Diangelo Fernandes e Adalberto                | Lucas Ferreira                                                               | [ 6 ]             |
| 2015             | Sem competição   | "Penha: Um canto de amor à vida na voz da nossa petizada"                                                                                |                                                               | Lucas Ferreira e Diângelo Fernandes                                          | [ 10 ]            |
| 2016             | Sem competição   | "Um canto de amor às águas" | Alan Luís, Roberto Albuquerque, Aline Gabriel e Anderson Luís | Lucas Ferreira e Diângelo Fernandes                                          | [ 7 ]             |
| 2017             | Sem competição   | "Sorria, você está sendo filmado" | Leozinho Nunes, Fabão, Rodrigo Jacopeti e Jean Alexandre      | Diângelo Fernandes                                                           | [ 8 ]             |
| 2018             | Sem competição   | "Guaraná" |                                                               | Diângelo Fernandes e Filipe Pereira                                          |                   |
| 2019             | Sem competição   | "A Divina Comédia Nordestina - Não sei, só sei que foi assim"                                                                            |                                                               | Diângelo Fernandes                                                           |                   |
| 2020             | Sem competição   | "Penha, Fé no coração, música na alma e bola no pé"                                                                                      |                                                               | Diângelo Fernandes e Filipe Pereira                                          |                   |